# Marpesia insularis
Marpesia insularis är en fjärilsart som beskrevs av Hans Fruhstorfer. Marpesia insularis ingår i släktet Marpesia och familjen praktfjärilar. Inga underarter finns listade i Catalogue of Life.